# Katholischer Bahnhof
La Katholischer Bahnhof, également appelée Cité des Cheminots est un ensemble immobilier érigé au début du XXe siècle à Strasbourg, alors que la ville fait partie de l'Empire allemand.

## Localisation
L'ensemble d'habitation est situé entre le boulevard de Lyon et les rues d'Urmatt et de Saales à Strasbourg, à proximité de la Grande Mosquée et du Nouvel Hôpital civil.

## Origine du nom
Cette cité était appelée à loger essentiellement les employés du chemin de fer, en majorité des catholiques issus des campagnes avoisinantes, d'où son nom.
Une autre origine est également évoquée, celle du rôle joué par les syndicats de cheminots catholiques dans le choix du lauréat.

## Historique

### Érection de l'ensemble immobilier
Comme la vaste cité-jardin du Stockfeld située dans le quartier du Neuhof au sud de Strasbourg, l'érection de la Katholischer Bahnhof est une des conséquences du projet de la Grande-Percée, modernisation du centre historique de la ville, qui entraîna le relogement des habitants dont les maisons étaient vouées à la démolition. 
A la différence des cités-jardins du Stockfeld et Ungemach, la Katholischer Bahnhof est réalisée à l'intérieur de la ville.
Le permis de construire est déposé le 28 septembre 1905 par l'architecte Albert Nadler. La cité est construite en 1907 et 1908, pour le compte de la Société coopérative des logements populaires (Socolopo), devenue SEDES en 2017, qui réalisa également les projets d'habitat social de la cité Spach en 1903 et de la cité-jardin du Stockfeld en 1910.

### Bombardement du 25 septembre 1944

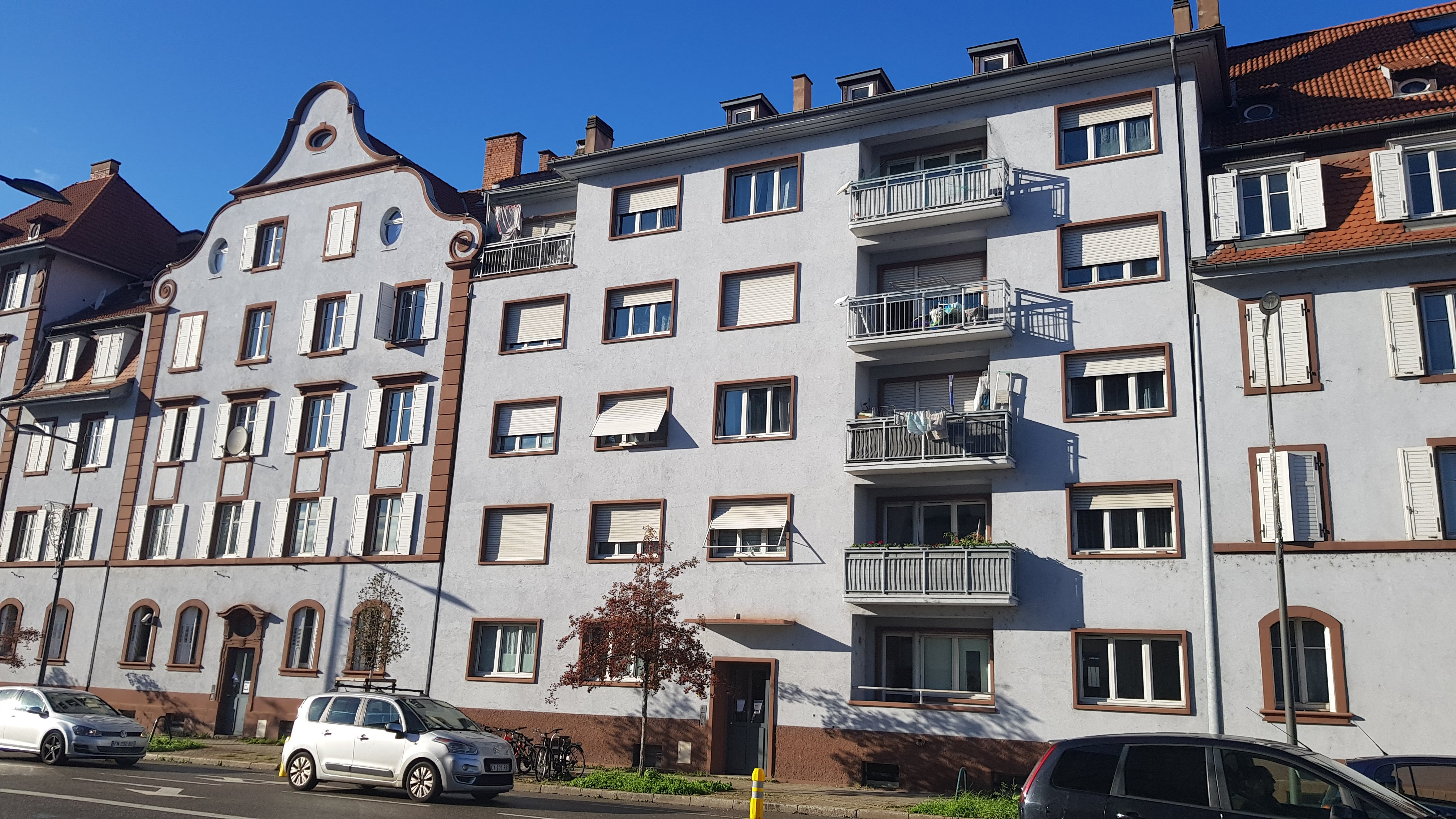
12 rue de Saales, reconstruit après guerre.

Au cours de la seconde Guerre mondiale, Strasbourg subit plusieurs bombardements : le 6 septembre 1943, puis, en 1944, les 1er avril, 27 mai, 11 août et 25 septembre. Il y a 1 035 tués et environ 20 % des bâtiments de la ville sont touchés,. 
La Katholischer Bahnhof figure parmi ceux-ci. La partie détruite, située n°10 et 12 rue de Saales n'est reconstruite qu'en 1952, sans être intégrée à l'ensemble immobilier existant. C'est étonnant car d'autres bâtiments détruits lors des bombardements aériens de la Seconde Guerre mondiale ont été reconstruits dans un style rappelant l'original, comme l'Ancienne douane,.

### Réhabilitations
La cité a fait l'objet de deux réhabilitations. La première, entre 1990 et 1992, est l’œuvre des architectes Maurice Lauber et Robert Jacob et consista à ravaler les façades, remplacer les fenêtres et volets et réaménager la cour.
La seconde, entre 2013 et 2016 est plus importante car elle concernait les façades et l'intérieur des logements (électricité, chauffage, ouvrants, sécurisation des greniers, peintures). Le budget initial était d'un million d'euros mais a été largement réévalué étant donné l'état du bâti pour passer à 6,5 millions d'euros.

## Architecture

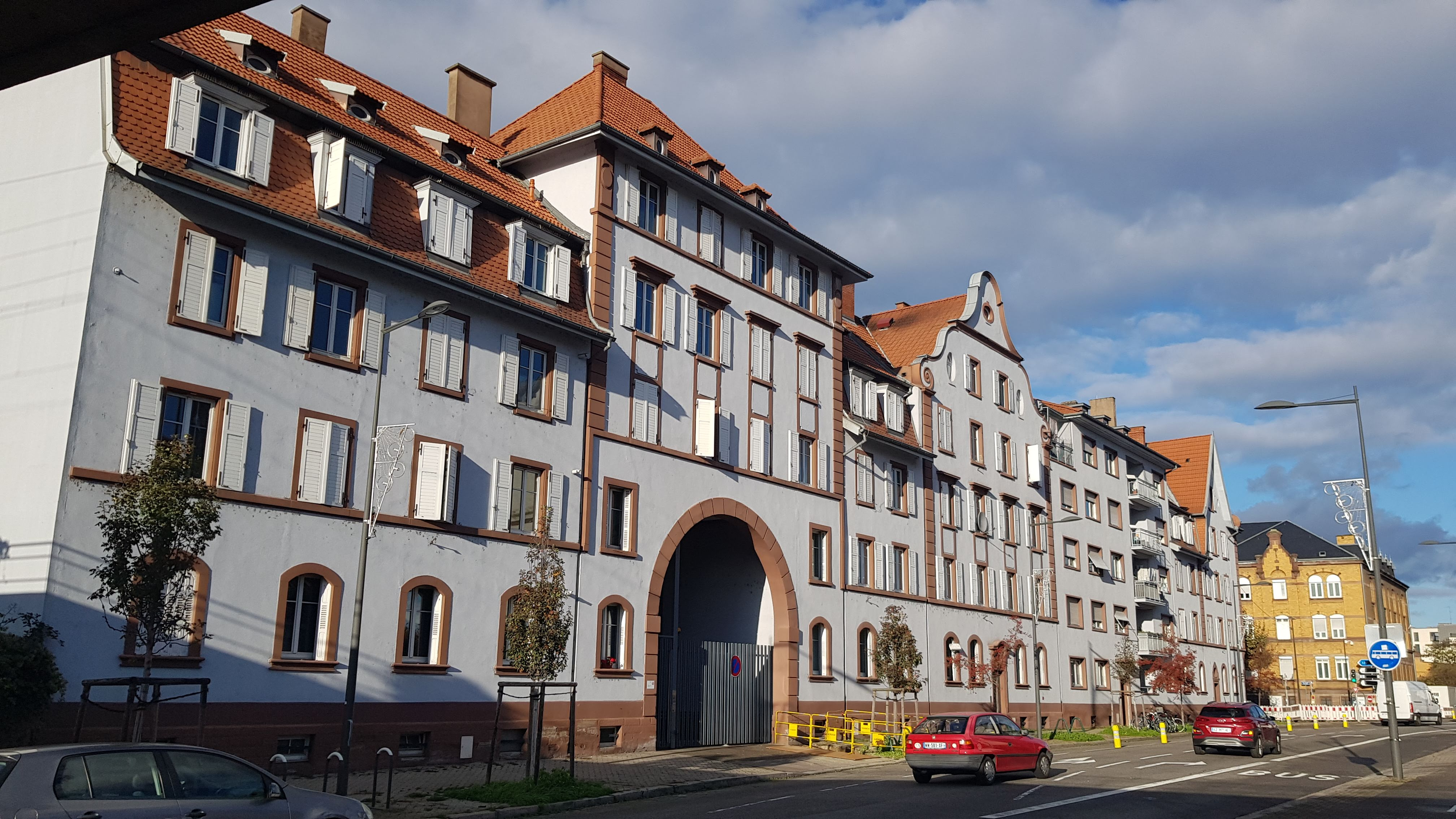
La Katholischer Bahnhof, façade sur le boulevard de Lyon.

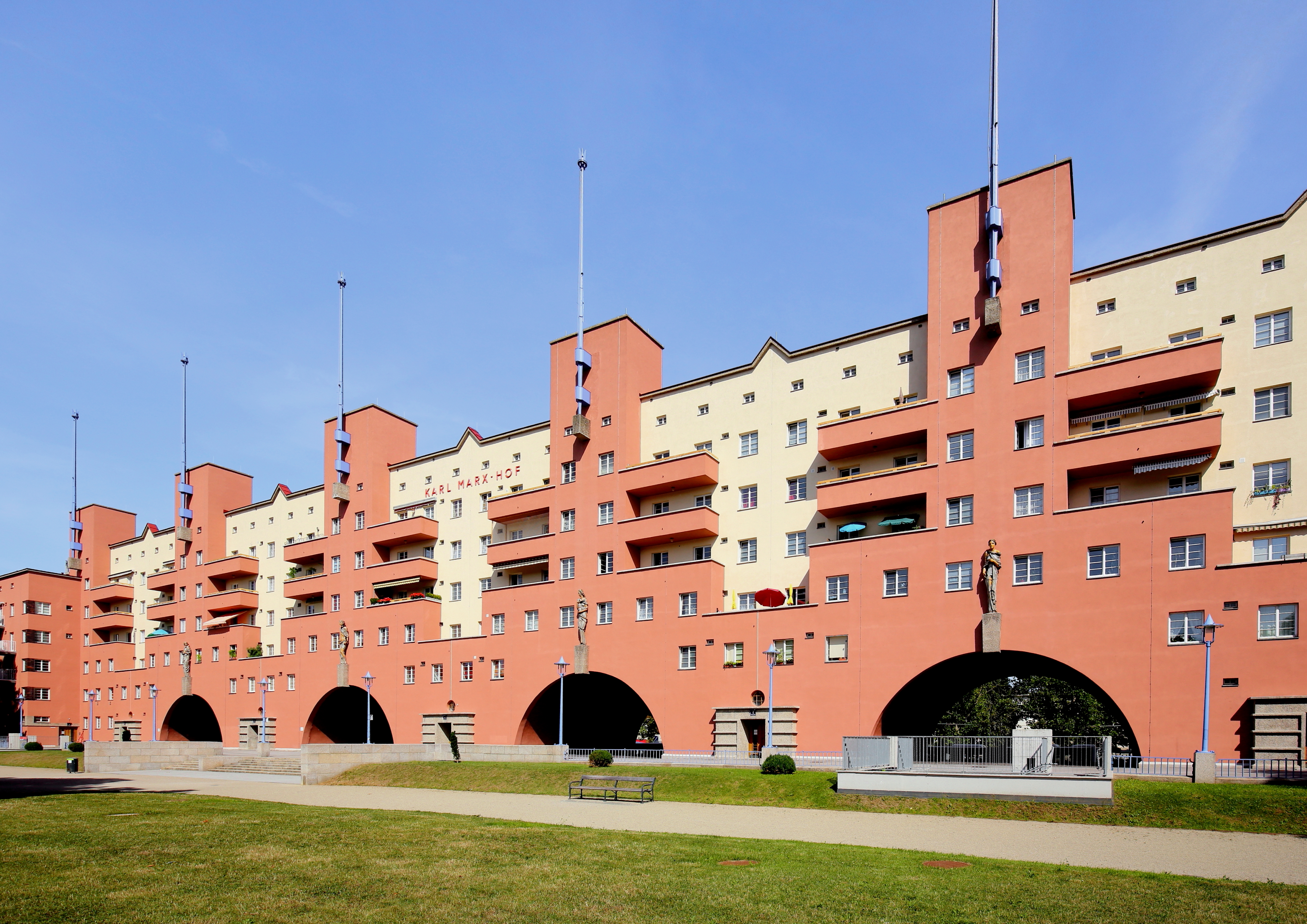
Le Karl-Marx-Hof à Vienne en Autriche, qui s'est inspiré de la Katholischer Bahnhof de Strasbourg.

L'ensemble s'étend sur 125 ares entre les rues de Saales, d'Urmatt, le boulevard de Lyon et la voie ferrée. Les cours sont  orientées vers le sud et ouvrent sur de larges entrées sur les trois façades que surmontent des pignons à volutes dans le style néo-Renaissance adapté au goût 1900. 
Il comporte 27 immeubles urbains contigus de 4 à 5 niveaux pour un total de 254 logements (du T2 au T4). 
La source d'inspiration de cet ensemble immobilier semble être une réalisation d'Alfred Messel dans le quartier de Berlin-Friedrichshain. 
A l'inverse, la Katholischer Bahnhof deviendra elle-même une source d'inspiration et annoncera par sa monumentalité le célèbre Karl-Marx-Hof de Vienne.